# 1052 Belgica

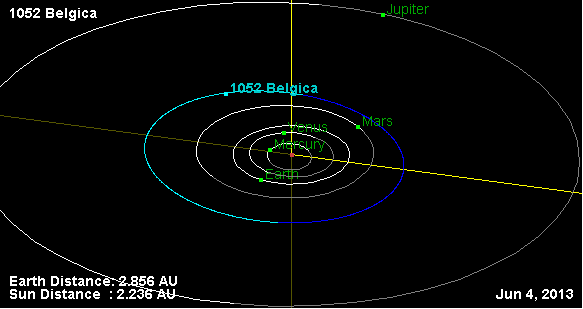

1052 Belgica è un asteroide della fascia principale. Scoperto nel 1925, presenta un'orbita caratterizzata da un semiasse maggiore pari a 2,2360022 au e da un'eccentricità di 0,1435456, inclinata di 4,69707° rispetto all'eclittica.
L'asteroide è dedicato al Belgio, patria del suo scopritore.
Nel 2013 ne è stata scoperta la probabile natura binaria, senza tuttavia assegnare un nome pur provvisorio al satellite. Le due componenti del sistema, distanti tra loro 34 km, avrebbero dimensioni di circa 9,79 e 3,53 km. Il satellite orbiterebbe attorno al corpo principale in 1,969 giorni.